# ستيفاني رولينجز بليك
ستيفاني رولينجز بليك (بالإنجليزية: Stephanie Rawlings-Blake)‏ (ولدت في 17 مارس 1970) هي سياسية أمريكية وعضوة في الحزب الديمقراطي، تعمل الآن في منصب الأمينة العامة للجنة الوطنية الديمقراطية.